# INS Kalvari (S21)
Pour les autres navires du même nom, voir INS Kalvari.
L'INS Kalvari (numéro de coque : S 21) est le premier des six sous-marins indigènes de classe Scorpène actuellement en service dans la marine indienne. Il s’agit d’un sous-marin d'attaque conventionnel diesel-électrique conçu par DCNS (société française de défense et d’énergie navale) et fabriqué à Mazagon Dock Limited à Bombay,.

## Étymologie et devise
Le navire a hérité du nom de l’INS Kalvari (S23) qui a servi dans la marine indienne de 1967 à 1996. Kalvari est le mot malayalam pour requin-tigre, un prédateur d’eau profonde dans l’océan Indien. Le nom symbolise l’agilité, la force et le pouvoir prédateur,. Le requin-tigre (Galeocerdo Cuvier) est une espèce de requin requiem que l’on trouve dans les eaux tropicales et tempérées. La devise du navire est Ever Onward (toujours en avant) qui représente le zèle et l’esprit indomptable du sous-marin

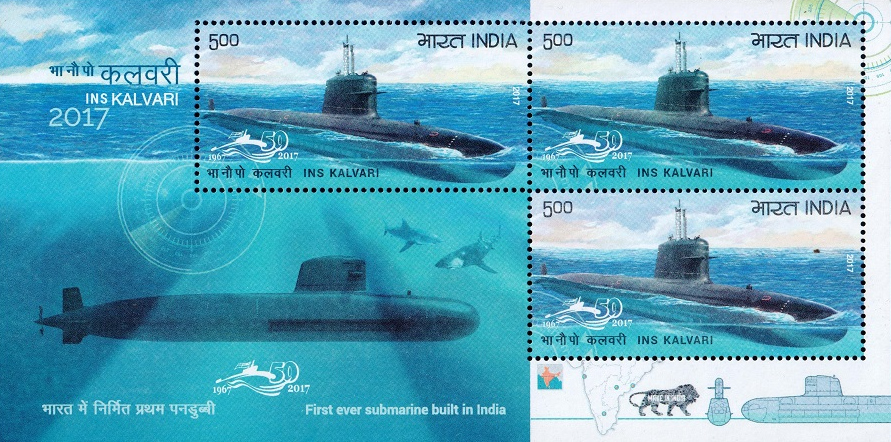
Planche de timbres postaux sur l'INS Kalvari émise en 2017

## Histoire et construction
Le sous-marin a été désigné comme numéro de chantier 11875 à Mazagon Dock Limited et la construction a commencé le 14 décembre 2006 avec la découpe de la première tôle d’acier. Les cinq sections distinctes du sous-marin ont été soudées ensemble (opération appelée « Boot Together ») le 30 juillet 2014. Il a été lancé depuis un ponton du quai East Yard le 6 avril 2015, en présence du ministre de la Défense Manohar Parrikar. Il est le premier navire de la marine indienne à être construit en utilisant une approche modulaire. Après avoir franchi les étapes importantes de test sous vide et du chargement des batteries, il a été lancé à l’arsenal naval le 27 octobre 2015 par Ritu Shrawat, épouse du CMD de l’époque, le contre-amiral R. K. Shrawat (à la retraite). Il a été ramené à Mazagon Dock Limited pour l’achèvement de la phase d’essais au bassin et des essais d’acceptation au port. Après avoir relevé de nombreux défis rencontrés lors de la phase de « mise au travail », et subi des tests et essais rigoureux dans le port, à l’entière satisfaction du client, il a commencé ses essais en mer le 1er mai 2016,,,,. On s’attendait à ce qu’il soit mis en service dans la marine indienne en 2012, mais cela a été retardé,,,.
Le sous-marin a tiré avec succès une torpille et un missile antinavire Exocet SM39 Block 2 en mer d'Oman le 2 mars 2017 lors d’essais en mer,,,. Il a été livré à la marine indienne le 21 septembre 2017 après avoir terminé avec succès ses essais en mer. Sa mise en service a été prononcée par le Premier ministre indien Narendra Modi le 14 décembre 2017 à Mazagon Dock Limited. Son premier commandant est le capitaine S. D. Mehendale,,.

## Historique opérationnel
Après le bombardement de Balakot mené par la Force aérienne indienne, la marine indienne a déployé l’INS Chakra et l’INS Kalvari pour rechercher le sous-marin pakistanais PNS Saad qui aurait été déployé,. Selon la marine pakistanaise, l’INS Kalvari a été détecté par un avion de patrouille maritime Lockheed P3C Orion, localisé et empêché d’entrer dans les eaux territoriales pakistanaises, alors qu’il se trouvait dans la zone économique exclusive pakistanaise, à environ 86 milles de Gwadar.